# Ngnambéni
 (décembre 2012).
Si vous disposez d'ouvrages ou d'articles de référence ou si vous connaissez des sites web de qualité traitant du thème abordé ici, merci de compléter l'article en donnant les références utiles à sa vérifiabilité et en les liant à la section « Notes et références ».
Gnambeni est un village des Comores, sur l'océan Indien. 
Le village est situé au sud-est de la Grande Comore, dans le canton de Badjini-est, commune de Pimba, à proximité des villes de Simboussa au nord et de Chindini, Ourovéni au sud et de la capitale de la région Foumbouni. Sa population est estimée en 2013, à 1700 habitants. Le village dispose d'une source d'eau naturelle (Issimadjou) qui alimente la population locale, d'un centre de santé, d'une école primaire publique, d'un collège privé, d'une agence financière (sanduk), d'un bureau régional de la société nationale d'électricité Ma-Mwe, d'un local de la mairie de Gnambeni,  d'un centre d'état civil, de 3 foyers des jeunes, d'une bibliothèque  des places publiques aménagées des jeunes et d'un marché public, entre autres...